# Udhwa
Udhua es una localidad situada en el distrito de Sahiganj, en el estado de Jharkhand, India. Según el censo de 2011, tiene una población de 13 139 habitantes.